# Nestinus
Nestinus is een geslacht van kevers uit de familie bladkevers (Chrysomelidae).
De wetenschappelijke naam van het geslacht werd in 1865 gepubliceerd door Clark.

## Soorten
- Nestinus auriquadrum Jacoby, 1886
- Nestinus bimaculatus Clark, 1886
- Nestinus brevicollis (Blake, 1941)
- Nestinus flavomarginatus Jacoby, 1879
- Nestinus incertus Clark, 1865
- Nestinus longicornis Jacoby, 1892
- Nestinus modesta (Jacoby, 1886)
- Nestinus regalis Clark, 1865
- Nestinus viridis (Jacoby, 1879)